# SRGAP2
SRGAP2‏ (SLIT-ROBO Rho GTPase activating protein 2) هوَ بروتين يُشَفر بواسطة جين SRGAP2 في الإنسان.